# Réseau Johnny
Pour les articles homonymes, voir Johnny.
Le Réseau Johnny (ou Johny avec un seul n dans les documents du Service Historique de la Défense), créé en 1940, est un réseau de résistants français bretons pendant la Seconde Guerre mondiale.

## Histoire
Le Réseau Johnny, reconnu réseau « Français Libres », fut créé fin 1940 par des Bretons : Jean Le Roux, Jean Milon, Robert Alaterre et Daniel Lomenech. Ils débarquent le 18 mars 1941 à Lampaul-Ploudalmézeau avec deux postes émetteurs pour créer le réseau Johnny, chargé principalement de surveiller les mouvements de la Kriegsmarine autour du port de Brest.
Jean Le Roux fit la première émission de radio clandestine du réseau vers la Grande-Bretagne depuis Quimper le 22 mars 1941 depuis la chambre occupée par les frères Guy et Paul Vourc'h. Ils se cachèrent un temps dans le château de Kerambleiz à Plomelin. Un second radio est recruté en mai 1941 par Jean Le Roux pour monter une antenne à Brest. Ce radio sera arrêté avant d'émettre.
Un troisième radio est recruté en août 1941. Ce nouveau site sera mis en place par Jean Le Roux à Carhaix. les membres de cette antenne seront arrêtés le 9 septembre 1941.  L'un d'eux, Joseph Le Borgne sera fusillé à la forteresse du Mont Valérien en juillet 1942. Les trois autres seront incarcérés jusqu'à juillet 1942.

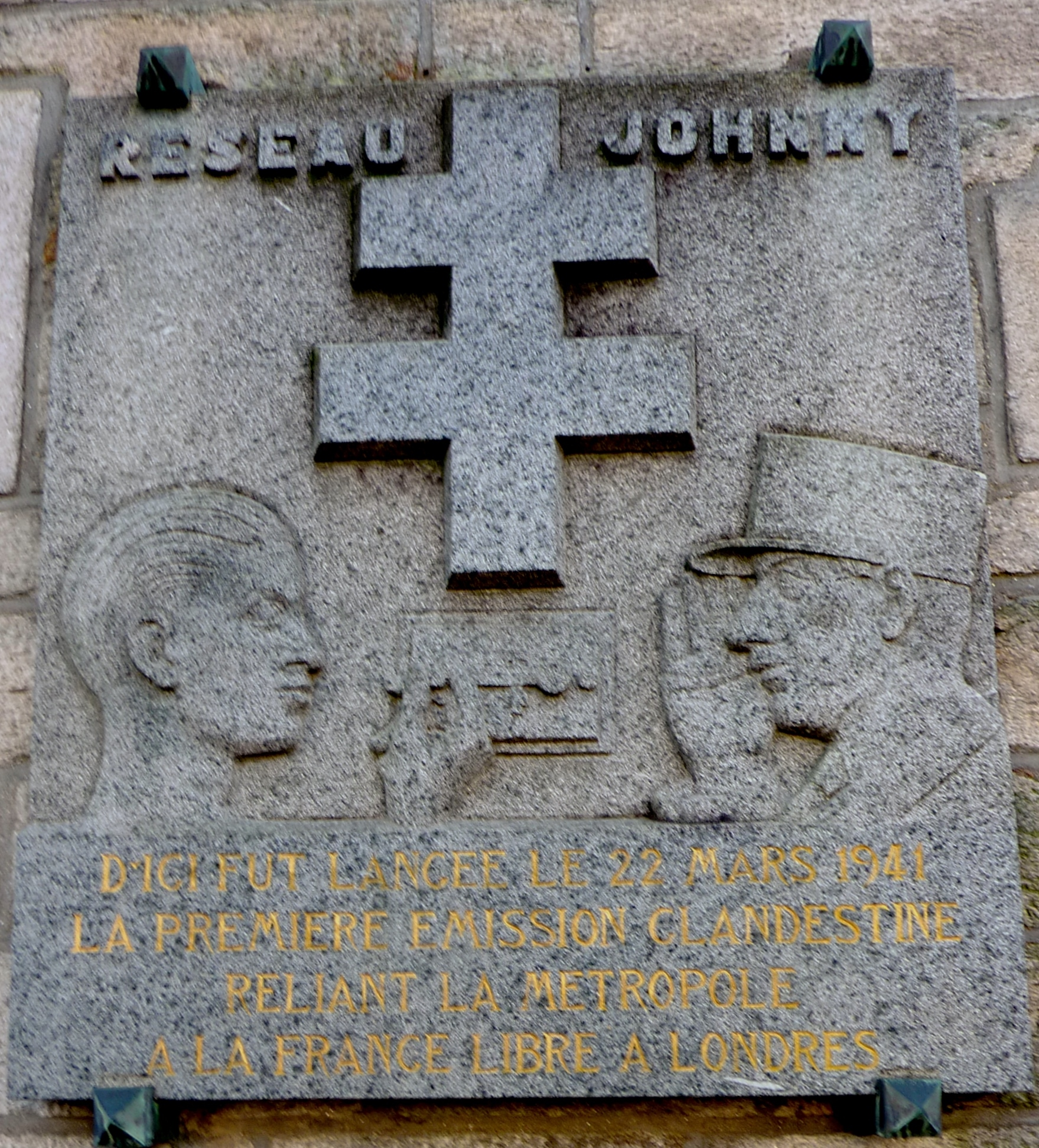
Plaque commémorative de la première émission de radio clandestine émise par le réseau Johnny à destination de Londres à Kerfeunteun

Un nouveau site sera mis en place le 2 octobre 1941 à Rennes grâce à l'aide du doyen Milon. Le Roux, assisté de Marcel Le Roy, assure les liaisons avec Londres. Nombre d'informations viennent de la région parisienne. Fin 1941, à la suite d'une imprudence d'un membre du réseau, l'antenne de Rennes est démantelée à son tour, mais les deux radios échappent à l'arrestation.
Les membres du réseau passent souvent en Angleterre ou en reviennent en étant embarqués ou débarqués clandestinement au large des Glénan à bord de sous-marins anglais, tel le Sea Lion ou en utilisant des chalutiers concarnois tels Le Dinan (N51 ou MFV 2023 pour les Anglais), chalutier en bois armé basé en Angleterre à Darmouth, puis à Falmouth, qui avait l'avantage de passer inaperçu près des côtes bretonnes et que commanda un temps Daniel Lomenech ou encore le Président Herriot (A04 pour les Anglais), autre chalutier concarnois ; par la suite, à partir de décembre 1942, une pinasse de Guilvinec (P11) fut également utilisé pour effectuer ces liaisons. « Le réseau Johnny joua un rôle de premier plan dans la surveillance des croiseurs allemands à Brest ».
À partir d'un plan monté par l'Abwehr d'Angers, entre le 14 et 19 février 1942, la plupart des membres du réseau (Quimper et ses satellites) sont arrêtés par les Allemands. Les témoignages sur l'origine de ses arrestations sont essentiellement ceux d'un ancien agent de l'Abwehr, Lorrain d'origine. Elles furent reprises par certains anciens membres du réseau et par des auteurs dont la source est uniquement celle-là. Ces déclarations sont, grâce à la communication des archives, aujourd'hui, pour le moins discutées.

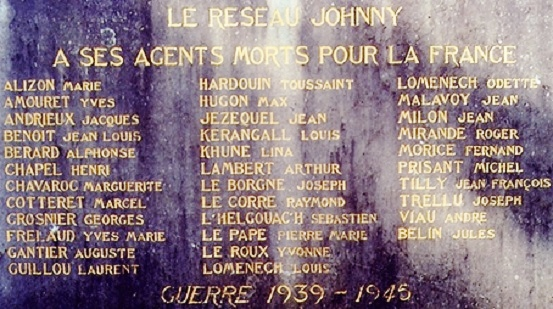
Plaque commémorative en l'honneur de morts du "réseau Johnny" à Kerfeunteun (Quimper)

Jean Le Roux rejoint la zone non occupée le 1er mars 1942. Il rejoint Alaterre à Londres et ne reviendra en France qu'après la libération de la Bretagne. Le réseau cesse d’exister en juillet 1942, pratiquement anéanti par les arrestations.
Pendant ses 28 mois d'activité, le réseau Johnny, qui a compté en tout 197 (179 d'après le SHD) agents reconnus, compta 53 morts les noms de 28 d'entre eux apparaissent sur une plaque commémorative située sur un mur près de l'église de la Trinité à Kerfeunteun, ancienne commune désormais englobée dans Quimper. Plusieurs dizaines d'autres membres de ce réseau ont été déportés.
Le réseau Johnny eut des liens avec un autre réseau de renseignements actif en France à la même époque, le réseau Jade-Fitzroy.

## Quelques-uns de ses membres
- Robert Alaterre, surnommé Johnny, né le 26 avril 1907 à Nantes, embarque le 20 octobre 1940 à Douarnenez pour l'Angleterre à bord de la Petite Anna, débarque dans la nuit du 18 mars 1941 à Lampaul-Ploudalmézeau et fut le chef du réseau Johnny jusqu'au 28 novembre 1941, date à laquelle il dut s'enfuir depuis Concarneau pour l'Angleterre[4].
- Jean Le Roux, né à Lanmeur le 15 décembre 1919, s'engagea dans la France libre dès décembre 1940 (il partit clandestinement de Camaret le 15 décembre 1940, embarquant sur l'Émigrant) ; il est mort en octobre 2009[2].
- Jean Milon, né le 2 juillet 1922 à Rennes ; il réussit en mars 1941 à s'introduire clandestinement dans la base de sous-marins de Saint-Nazaire alors en construction ; arrêté par les Allemands, il parvint à s'enfuir et embarque clandestinement dans la nuit du 13 au 14 avril 1941 sur le sloop La Madelon pour gagner l'Angleterre, mais le bateau disparut en mer[3].
- Daniel Lomenech, né le 14 juin 1921 à Pont-Aven, participa à de nombreuses actions de renseignements en Bretagne jusqu'en août 1943, date à laquelle il reste en Grande-Bretagne car les Allemands, l'ayant identifié, le recherchent  il servit pendant le reste de la guerre à bord de sous-marins anglais[5].
- Marcel Le Roy, né le 26 octobre 1919, d'origine mayennaise, rejoignit le groupe Johnny au cours de l'été 1941, devenant opérateur radio. Il fut arrêté en février 1942, puis déporté en juillet 1943 au Camp de concentration de Natzwiller-Struthof, puis au kommando d'Erringen et ensuite à Dachau. Une stèle commémorative située à Kerfeunteun le représente en compagnie du général de Gaulle. Après guerre, il fut maire de Niort-la-Fontaine et conseiller général de Lassay-les-Châteaux[10].
- Yves Milon, père de Jean Milon, qui fut après la guerre membre du Comité départemental de Libération et maire de Rennes.
- Xavier Trellu

Ceux qui figurent sur la plaque commémorative à Quimper :
- Marie Alizon
- Yves Amouret[11],
- Jacques Andrieux[12],
- Jules Belin[13],
- Jean-Louis Benoit[14],
- Alphonse Bérard[15],
- Henri Chapel[16],
- Marguerite Chavaroc[17],
- Marcel Cotteret[18],
- Yves Marie Frelaud[19],
- Auguste Gantier[20],
- Laurent Guillou[21],
- Toussaint Hardouin[22],
- Max Hugon[23],
- Jean Jézéquel[24],
- Louis Kerangall[25],
- Lina Khune [ou Khun][26],
- Arthur Lambert[27],
- Joseph Le Borgne[28],
- Raymond Le Corre[29],
- Joseph L'Helgoualc'h[30],
- Pierre-Marie Le Pape[31],
- Yvonne Le Roux,
- Louis Lomenech[32],
- Odette Lomenech[33],
- Jean Malavoy[34],
- Jean Milon (voir ci-dessus),
- Roger Mirande[35],
- Fernand Morice[36],
- Michel Prisant[37],
- Jean-François Tilly[38],
- Joseph Trellu[39],
- André Viau[40].

## Toponymie
Une rue de Quimper porte le nom d'avenue du Réseau Johnny.